# Hip-hop en Côte d'Ivoire
Le hip-hop ivoirien, ou rap ivoirien, est un genre de musique hip-hop ayant émergé en Côte d'Ivoire la fin des années 1980 et durant les années 1990. Mais aujourd'hui, le hip-hop ivoirien n'est plus considéré[Depuis quand ?] comme une musique populaire en Côte d'Ivoire[réf. nécessaire]. Néanmoins, il a toujours son public, même s'il faut reconnaitre que celui-ci s'est considérablement réduit au fil des années.
Si Les groupes RAS, LES GI'S, les Crazy B, Almighty, Stezo et M.A.M étaient les portes-flambeaux du genre musical auparavant, la nouvelle génération du rap ivoirien des années 2000 est représentée par Rudy Rudiction, Tour 2 Garde, ou encore Turey Mederic, qui en sont des exemples. Il faut cependant noter l'arrivée du groupe Garba 50, sur la scène du rap ivoirien en 2006. Ce groupe populaire en Cote d'Ivoire, exprime les réalités actuelles de la jeunesse ivoirienne sur un rythme hip-hop, avec une utilisation récurrente du nouchi, ou encore celle de Rageman, dont le titre Kpatason est un véritable succès national. Mais en 2016 une nouvelle figure apparaît dans le hip-hop ivoirien, MC One qui se fait connaître grâce à une collaboration avec l' artiste coupé décalé, DJ Kedjevara «Quand tu connais tu connais», alors qu'il est encore très jeune. Il fait de nombreux singles, se fait une place dans le hip-hop ivoirien grâce à son talent, sa polyvalence car il fait du coupé décalé, du zouglou, du hip-hop ivoirien et même français.

## Histoire
Le hip-hop est lancé en Côte d'Ivoire lors de l'été 1985, alors qu'un étudiant ivoirien en France, Yves Zogbo Junior, revient au pays. Ce dernier lance l'émission Zim Zim Flash sur la RTI. Le premier extended play de hip-hop ivoirien nait lors de ce même été, c'est le groupe ACB (Abidjan City Breaker) qui sort cet enregistrement.
Le hip-hop prend une importance majeure sur la scène musicale ivoirienne vers la fin des années 1990 avec en têtes d'affiche les groupes R.A.S (Power, Turbo et Scorpio),Les GI'S (King Charly, DJ Crazy Kid ou Petit Marcko, Don Marco, Sky Walker P ou Paguy, Drest Rap et Big Master Fly pour leur 1er album A Bit of Love et des quatre premiers cités pour le second album Ambiancez-moi ça) et des Crazy B (Angélo, Chase Boogie Down,...) pour voir ensuite entrer dans la danse, Almighty, décédé en 2014, et son Ministère Authentik, et Stezo de la Flotte Impériale. Ces deux généraux du hip-hop ivoirien conduisent le mouvement à un niveau inégalé, grâce à la qualité de leur paroles et de leur flow. Cette période assiste également à l'émergence du rap au féminin avec Prisca.
Maximum, de son orthographe fantaisiste MAXXIMUM, est une émission de variété musicale diffusée sur La Première, chaîne de télévision nationale de Côte d'Ivoire à partir de 1994. Cette émission, animée par Baba Cool, a largement contribué au développement du hip-hop ivoirien dans la mesure où la majorité des clips diffusés étaient orientés vers la black musique américaine. Ce magazine était une opportunité pour les acteurs du hip-hop ivoirien de s'exprimer et se faire connaître. L'émission, supprimée de la grille des programmes de la RTI (Radio Télévision Ivoirien), a marqué toute une génération qui ne demande que son retour[réf. nécessaire].
Cependant, dès le début des années 2010, naît un autre groupe qui viendra relancer le Hip Hop en Côte d'Ivoire : Kiffnobeat. Cette bande formée en 2009 se compose de Gnahoré Okou Camille (Black K), N’wolé Brice (Elow’n), Bassa Zéréhoué Diyilem (Didi B), Jonathan Charley (Joochar) et Konan Franck Guy Mares (El Jay). Grâce au concours Faya Flow organisé en 2010 par Orange Côte d’Ivoire et la JACH (Jeunesse Active de la Culture Hip-hop), le groupe entre en studio en 2010 et sort l'album "Cadeau de Noël" qui lui fera accéder à la notoriété. Mais Kiffnobeat s'inscrit davantage dans un rap coupé décalé après le premier opus. Ce qui lui vaut des critiques des puristes du genre. Ces derniers réclament même, en mars 2020, à travers une pétition sur internet, le retour du groupe Garba 50 pour leur offrir du bon rap, celui du bon vieux temps.On reproche principalement, à la jeune génération, des textes pauvres et une perversité sans pareille.